# Панін Віктор Микитович
Граф Віктор Микитович Панін (рос. Ви́ктор Ники́тич Па́нин, нар. 23 березня 1801, Москва - пом. 1 квітня 1874, Ніцца) - російський державний діяч, міністр юстицій (1841-1862).

## Життєпис
Молодший син віце-канцлера графа Микити Петровича Паніна від шлюбу з Софією Володимирівною Орловою, дочкою графа Володимира Григоровича Орлова. Народився в Москві, де тимчасово проживав його батько, який перебував в опалі останнім часом царювання Павла I. Перші роки дитинства провів здебільшого в садибі Дугіна (у Смоленській губернії). Виховувався під безпосереднім наглядом своїх батьків і гувернера вчителя, німця Бютгера, під керівництвом якого був настільки добре підготовлений, що витримав іспит в Московському університеті в 1819 році. Витримав іспит в тому ж році він вступив на службу в колегію закордонних справ.
Згадується у Веліжській справі, зокрема і його стараннями, як  адвоката, у 1831 році, перед Урядовим Сенатом  були пізніше звільнені рішенням Державного Снату звинувачені у вчинені викрадення і ритуального вбивства трьохрічного Федора Ємельянова 23 квітня 1823 року. 
Був активним супротивником скасування тілесних покарань і кріпацтва  в Російській імперії.